# Strafatur
Strafatur è il quinto album in studio del cantante italiano Danilo Fatur, pubblicato nel 2017 dall'etichetta discografica Universal Music Group.

## Tracce
1. Disco Partizano
2. Zanzare Kmer
3. Mao Fa Dong
4. No basso no sexo
5. On The Beach
6. Old Friketon
7. La luna
8. Notte ipnotica
9. Cabeza vuota
10. Noche del muerto
11. Night Sex Express
12. Disco Partizano (Radio Edit)

## Formazione
- Danilo Fatur - voce
- Erik Montanari - chitarra
- Cristiano Roversi - tastiere, chitarra, basso, programmazione
- Simone Filippi - batteria